# Magistrat w Brzostku
Magistrat w Brzostku – eklektyczny budynek z XIX wieku w Brzostku, siedziba Urzędu Gminy Brzostek. Wpisany jest do gminnej ewidencji zabytków gminy Brzostek.

## Historia

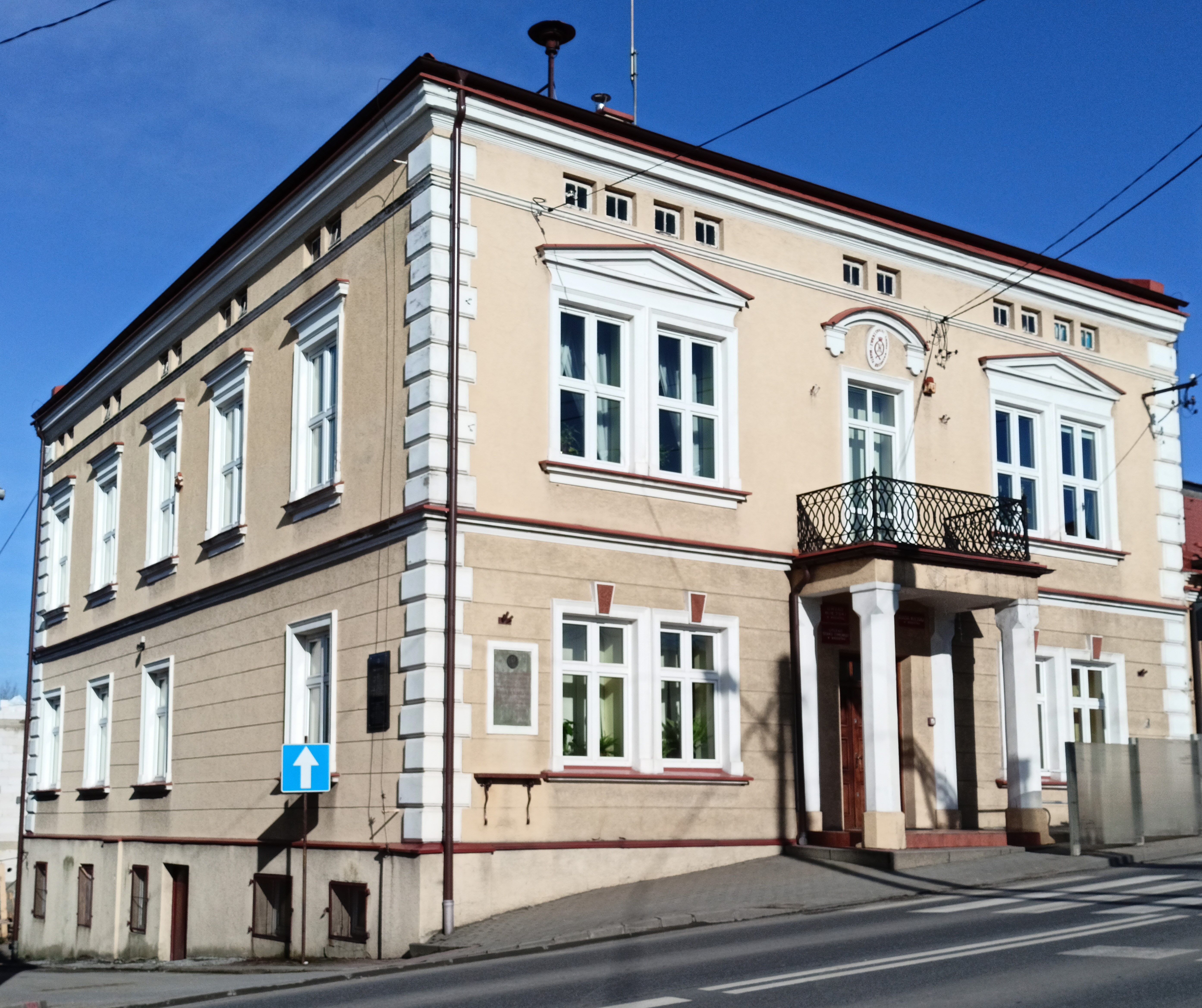
Elewacje: frontowa i boczna

Magistrat zbudowano pod koniec XIX w. jako siedzibę zarządu miasta. W latach 50. XX w. mieściła się tu porodówka, w latach 60. dwa lokale zajmowała szkoła, a w latach 1973–1974 własne pomieszczenie miał posterunek energetyczny. Dwukrotnie (1975–1976 i 2004–2005) przeprowadzano prace mające na celu odnowienie elewacji budynku, w latach 2004–2005 wymieniono także pokrycie dachowe.

## Architektura
Budynek jest dwukondygnacyjny i podpiwniczony. Został wzniesiony z cegły ceramicznej na planie zbliżonym do kształtu węgielnicy. Elewacje pokryte są tynkiem.
Elewacja frontowa jest pięcioosiowa, zdobiona gzymsami: wieńczącym oraz kordonowym, rozdzielającym kondygnacje. Naroża zdobione są płytowym boniowaniem. Okna w opaskach z gzymsem podokiennym, na parterze z klińcem pośrodku, na piętrze ujęte są frontonem. Na osi elewacji znajduje się balkon z metalową balustradą, wsparty na dwóch filarach i dwóch półfilarach, pomiędzy którymi znajdują się drzwi wejściowe.
Elewacja boczna jest również pięcioosiowa, z oknami w opaskach z gzymsem podokiennym. Elewacja tylna bez detalu.
Dach budowli jest czterospadowy, pokryty blachodachówką.
Powierzchnia użytkowa obiektu wynosi 252 m², kubatura liczy 2 954 m³. Budynek wyposażony jest w centralne ogrzewanie oraz instalacje: wodnokanalizacyjną i elektryczną.